# 上白銀町
上白銀町（かみしろがねちょう）は、江戸期から現在にかけての青森県弘前市の地名。郵便番号は036-8207。2017年6月1日現在の人口は6人、世帯数は1世帯。

## 地理
青森県道3号弘前岳鰺ケ沢線沿い南側に位置し、弘前市役所を置く官公庁街として機能する。町域の北部から東部にかけて下白銀町、南東部は元大工町、南部は塩分町・茂森町、西部から西北部にかけて馬屋町に接する。

## 歴史
- 正保3年 - 町屋と見える（津軽弘前城之絵図）。
- 慶安2年 - 「さやし町」と記され、鞘師11軒・飾師1軒・武家1軒（弘前古御絵図）。同年の寺町（現：元寺町）大火後、当地に居住していた鞘師が上鞘師町・下鞘師町へ移住。当地は以後、武家屋敷地になると同時に、さやし町から上白銀町となる。
- 寛文13年 - 武家屋敷8軒の他に、西端に重臣津軽玄蕃の下屋敷と町年寄松山家の屋敷（弘前中惣屋敷絵図）。
- 享和3年 - 東から重臣西館宇膳・津軽頼母・高倉五兵衛の屋敷地となる（御家中町割）
- 明治初年 - 戸数26。町の規模は「長三丁一尺、幅七間」（国誌）
- 1888年（明治21年） - 弘前招魂社（護国神社）が建てられる。
- 1910年（明治43年） - 護国神社が弘前公園北の郭に移転。護国神社跡地は藤田謙一の別邸となる。
- 1917年（大正6年） - 陸軍第八師団長官舎が建てられ、第2次世界大戦後は進駐軍政官官舎として使用される。
- 1923年（大正12年） - 藤田謙一が弘前市公会堂を当地に寄贈。
- 1948年（昭和23年）〜1954年（昭和29年） - 自治体警察弘前市警察署設置（現在の弘前市役所別館）。
- 1958年（昭和33年） - 弘前市公会堂が解体される。
- 1959年（昭和34年） - 弘前市制70周年を記念して弘前市役所新庁舎が完成。

### 沿革
- 慶安2年 - さやし町と称され、寺町の大火後、上白銀町となる。
- 江戸期 - 弘前城下の一町。
- 明治初年〜明治22年 - 弘前を冠称。
- 1889年（明治22年） - 弘前市に所属。

## 施設

### メディア
- 東奥日報社

### 行政
- 弘前市役所
  - 前川本館
  - 前川新館
  - 市民防災館
- 青森地方検察庁

### 有形文化財
- 藤田記念庭園
  - 藤田記念庭園考古館

## 小・中学校の学区
市立小・中学校に通う場合、学区は以下の通りとなる。
| 大字     | 番地 | 小学校             | 中学校             |
| -------- | ---- | ------------------ | ------------------ |
| 上白銀町 | 全域 | 弘前市立朝陽小学校 | 弘前市立第四中学校 |

## 交通
- 弘南バス
  - 市役所前（土手町循環100円バス）停留所。
    - 市役所側に位置。

  - 市役所前（ためのぶ号 津軽藩ねぷた村経由 - りんご公園線）停留所。
    - 弘前市立図書館側に位置。

  - 市役所前公園入口（弘前駅 - 城西大橋・工業高校経由 - 藤代営業所線、他）停留所。